# 列昂尼德·科马罗夫
列昂尼德·亚历山德罗维奇·科马罗夫（俄语：Леонид Александрович Комаров，1987年1月23日—），芬兰男子冰球运动员。他曾代表芬兰国家队参加2014年和2022年冬季奥林匹克运动会冰球比赛，获得一枚金牌和一枚铜牌。